# Peterstaler Mineralquellen
Koordinaten: 48° 25′ 40,5″ N, 8° 12′ 7,9″ O
Die Peterstaler Mineralquellen GmbH ist ein deutscher Getränkehersteller im Schwarzwald mit Hauptsitz in Bad Peterstal-Griesbach im Ortenaukreis, Baden-Württemberg. Das Unternehmen verfügt in Bad Rippoldsau-Schapbach im Landkreis Freudenstadt über einen weiteren Produktionsstandort.

## Geschichte
Der Betrieb wurde 1926 von Emil Huber sen. neu gegründet. Bereits 1837 wurde die Mineralquelle in Bad Peterstal entdeckt, in der Zeit wurde Wasser im benachbarten Oppenau abgefüllt. Das Unternehmen wurde im Laufe der Jahre zum bedeutendsten Mineralbrunnen in Baden. 1932 nahmen die Peterstaler Mineralquellen neue Produkte – bestehend aus verschiedenen Limonaden – in das Sortiment auf. Anfang 1941 wurden die Rippoldsauer Mineralquellen von den Peterstaler Mineralquellen gekauft. 1962 übernahmen sie die Marke sowie den Betrieb der Sophienquelle. Ein besonderes Ereignis war 1980, als das Peterstaler Mineralwasser in den Vereinigten Staaten Testsieger bei einem Geschmacks- und Qualitätstest wurde. Hieraus entwickelte sich ein Export in die Vereinigten Staaten, ins europäische Ausland sowie in die Golfstaaten. Die Peterstaler Mineralquellen führten 2000 die PET-Flaschen ein. Im gleichen Jahr boten sie die neue Mineralwassermarke Black Forest Pearl (Schwarzwaldperle) an. 2003 wurde die PET-Anlage in Bad Peterstal in Betrieb gesetzt.
Eine betriebliche Besonderheit stellt die 2005 errichtete 16 Kilometer lange Mineralwasserleitung zwischen den Produktionsstandorten Bad Peterstal und Bad Rippoldsau dar. Neben diesen beiden Produktionsstandorten betreibt das Unternehmen Logistikzentren in Oberkirch und Mannheim.